# Columbus (Texas)
Columbus es una ciudad ubicada en el condado de Colorado en el estado estadounidense de Texas. En el Censo de 2010 tenía una población de 3.655 habitantes y una densidad poblacional de 490,51 personas por km².

## Geografía
Columbus se encuentra ubicada en las coordenadas 29°42′10″N 96°33′25″O / 29.70278, -96.55694. Según la Oficina del Censo de los Estados Unidos, Columbus tiene una superficie total de 7.45 km², de la cual 7.44 km² corresponden a tierra firme y (0.17%) 0.01 km² es agua.

## Demografía
Según el censo de 2010, había 3.655 personas residiendo en Columbus. La densidad de población era de 490,51 hab./km². De los 3.655 habitantes, Columbus estaba compuesto por el 69.03% blancos, el 17.87% eran afroamericanos, el 0.6% eran amerindios, el 0.52% eran asiáticos, el 0.03% eran isleños del Pacífico, el 10.07% eran de otras razas y el 1.89% pertenecían a dos o más razas. Del total de la población el 24.32% eran hispanos o latinos de cualquier raza.